# Altair 8800
Az Altair 8800 egy korai mikroszámítógép-típus, amit az amerikai MITS cég készített és forgalmazott 1975-től kezdődően. A géptípus Intel 8080 processzorra épült. A gépet a Popular Electronics, Radio-Electronics és hasonló hobbielektronikai magazinokban reklámozták, és ezektől lehetett megrendelni levélben, postai úton. A gépet eleinte kit (készlet) formájában forgalmazták, amit a vásárlónak kellett kész géppé összeállítani, de egy kisebb felárért összeszerelt gépeket is lehetett rendelni. A gép igen népszerű lett; a tervezők csak néhány száz csináld-magad típusú készlet eladására számítottak, de már a forgalmazás első hónapjában ezrekre rúgott a megrendelések száma. Manapság széles körben elismerik, hogy az Altair volt az eredeti szikra, amely a személyi számítógépek forradalmát kirobbantotta néhány évvel később, bár nem ez volt az első személyi számítógép.
Az Altair számítógépben alkalmazott „Altair busz”, a számítógép bővítését lehetővé tevő busz- ill. sínrendszer, később S-100 busz néven vált ismertté és terjedt el széles körben, majd IEEE-696 néven de facto ipari szabvánnyá vált. A gépre megjelent első programozási nyelv volt egyben a Microsoft első terméke is, az Altair BASIC.

## Technikai jellemzők
| CPU          | Intel 8080A processzor, órajele: 2,00 MHz                    |
| RAM          | 256 bájt – 64 KiB (max.)                                     |
| ROM          | választható                                                  |
| Billentyűzet | választható (kapcsolók az előlapon)                          |
| Monitor      | választható (állapotjelző LED-ek)                            |
| OS           | nincs, opcionális: Altair Disk BASIC, MITS DOS, CP/M         |
| Portok       | max. 16 bővítőhely az S-100 buszon                           |
| Tárolás      | lyukszalag, kazetta, hajlékonylemez (floppy) (8" vagy 5,25") |

## Fordítás
- Ez a szócikk részben vagy egészben  az   Altair 8800 című angol Wikipédia-szócikk fordításán alapul.  Az eredeti cikk szerkesztőit annak laptörténete sorolja fel. Ez a jelzés csupán a megfogalmazás eredetét és a szerzői jogokat jelzi, nem szolgál a cikkben szereplő információk forrásmegjelöléseként.

## Külső hivatkozások
- Altair 8800. New Mexico Museum of Natural History and Science. [2012. március 23-i dátummal az eredetiből archiválva]. (Hozzáférés: 2007. december 18.)
- MITS Altair 8800 exhibit at old-computers.com's virtual computer museum
- Virtual Altair Museum
- Help getting your Altair up and running - plus software
- Altair 8800 Emulator
- Altair 8800 images and information at vintage-computer.com Archiválva 2011. december 10-i dátummal a Wayback Machine-ben
- Collection of old digital and analog computers at oldcomputermuseum.com
- Marcus Bennett's Altair Documentation resource
- Video Altair 8800 Serial number 21. YouTube
- Video of 1KB Altair 8800 memory card. YouTube